# Portada/article octubre 25

## Cal·listo (satèl·lit)
Cal·listo és un satèl·lit de Júpiter descobert el 1610 per Galileo Galilei. És el tercer satèl·lit més gros del sistema solar i el segon més gros del sistema jovià, després de Ganimedes. Cal·listo té aproximadament el 99% del diàmetre del planeta Mercuri, però només un terç de la seva massa. És el quart satèl·lit galileà quant a distància a Júpiter, amb un radi d'uns 2410,3 quilòmetres. No és influït per la ressonància orbital que afecta els tres satèl·lits galileans interiors: Ió, Europa i Ganimedes; per tant, manca de la majoria de forces de marea que sí que influeixen els tres altres satèl·lits galileans. Cal·listo té una rotació síncrona, és a dir, el seu període de rotació concorda amb el seu període orbital, de manera igual que la Lluna amb la Terra, sempre "mostra" la mateixa cara cap a Júpiter.